# Pere Roger de Cabaret
Pere Roger de Cabaret (en occità Pèire Rogièr de Cabaret i en francès Pierre Roger de Cabaret) va ser un cavaller occità del segle xiii. Al començament de la croada contra els albigesos compartia amb el seu germà Jordà de Cabaret la possessió dels quatre castells de Las Tors: Cabaret, Torre Regina, Flor d'Espina i Quertinhós a la Muntanya Negra. Després esdevingué un cavaller faidit.

## Biografia
El dos germans allotjaven als seus castells una comunitat càtara que s'hi havia refugiat. L'agost de 1209, al començament de la croada, varen fer costat a Ramon Roger Trencavell durant el setge de Carcassona. Quan, a la fi, la vila va caure en mans dels croats, se'ls permeté conservar la llibertat i tornar a Las Tors mentre que Ramon Roger de Trencavell restava pres en mans del legat papal, Arnau Amalric.
El 10 de novembre del 1209 el vescomte de Trencavell va morir a la presó de Carcassona. Pere II d'Aragó es va negar a reconèixer Simó de Montfort, el nou cap de la croada, com son vassall pels vescomtats dels Trencavell, i el vescomtat de Carcassona es revoltà contra els senyors del nord.
Pere Roger en el transcurs d'una emboscada aconseguí fer presoner Bouchard de Marly, el cosí de Montfort. Un altre cavaller occità, Giraud de Pepius, al mateix temps s'apoderà del castell de Puègserguièr, massacrà una part de la guarnició que havien deixat els croats i va deixar cega la resta. Pere Roger portà presoner a de Marly al castell de Cabaret. El març de 1210, Simó de Montfort començà el setge del castell però, mancat de tropes, no va poder prendre'l i es va haver de conformar a assolar el país.
El croats es dirigiren llavors cap a altre places fortes, en primer lloc prengueren Fanjaus i a continuació Bram. En aquesta darrera vila, Simó de Montfort va fer prova de la mateixa crueltat que Giraud de Pépieux: encegà un centenar de presoners a excepció d'un que esbrotà i va enviar aquesta tropa martiritzada cap a Cabaret, per tal de mostrar-los la seva determinació.
Els senyors de Cabaret i de Tèrme s'havien sostingut mútuament en el moment de diferents accions militars. Ramon de Tèrme en diferents cops es va oposar a l'exèrcit croat quan aquest es desplegava al voltant de Cabaret el 1210.
L'agost de 1210, Simó de Montfort posà setge a Tèrme. Pere Roger de Cabaret va tractar d'atacar el camp dels croats, però era massa ben defensat. Després va provar de fer arribar combois d'avituallament, però els assetjadors es mantingueren forts, i el castell va ser pres el 22 de novembre del 1210.
Després de Tèrme, Simó de Montfort tornà a considerar l'atac de Cabaret. En efecte, la presa del castell li assegurava el control dels vescomtats de Carcassona i de Besiers. Pere Roger va comprendre que ja no podia resistir sol, va alliberar a Bouchard de Marly i l'envià en ambaixada a Simó. Va acceptar de cedir els seus castells a canvi de possessions prop de Besiers. Contràriament a molts altres senyors occitans, es mostra llavors fidel a la paraula donada a Simó.
Després de la mort de Simó de Montfort a Tolosa de Llenguadoc el juliol de 1218 i els fracassos d'Amaurí IV de Montfort, el 1223 Cabaret va tornar a prendre els castells de Las Tors, i hi va acollir el bisbe càtar de Carcassona que fugia de les persecucions dels Dominicans. Pere Roger va defensar molts cops els seus castells contra els atacs del senescal Humbert V de Beaujeu, però, finalment, va haver de capitular el 1229. S'ignora què se'n va fer d'ell a partir de llavors.